# Sui Xinmei
Sui Xinmei (* 29. Januar 1965 in Shāndōng) ist eine ehemalige chinesische Kugelstoßerin.
1991 gewann sie bei den Hallenweltmeisterschaften in Sevilla mit einer Weite von 20,54 m die Goldmedaille vor ihrer Landsfrau Huang Zhihong und der Russin Natalja Lissowskaja. Im Sommer wurde sie bei der Universiade positiv auf anabole Steroide getestet und daraufhin wegen Dopings für zwei Jahre gesperrt.
Der größte Erfolg ihrer Karriere war der Gewinn der Silbermedaille bei den Olympischen Spielen 1996 in Atlanta. Mit einer Weite von 19,88 m musste sie sich nur der Deutschen Astrid Kumbernuss geschlagen geben.
Außerdem siegte sie zweimal bei Asienspielen (1990 und 1994) und wurde jeweils einmal Asienmeisterin (1995) und chinesische Meisterin (1995). Darüber hinaus gewann sie 1997 die Silbermedaille bei den Ostasienspielen.
Sui Xinmei hatte bei einer Körpergröße von 1,72 m ein Wettkampfgewicht von 90 kg.

## Bestleistungen
Kugelstoßen: 21,66 m, 9. Juni 1990, Peking